# Sophie Gengembre Anderson
Sophie Gengembre Anderson (Paris, 1823 – Falmouth, 10 de março de 1903) foi uma artista britânica nascida na França que se especializou na pintura de crianças e mulheres, tipicamente em cenários rurais.

## Biografia

### Infância e juventude
Sophie nasceu em Paris, era filha de Charles Antoine Colomb Gengembre, um arquitecto e artista francês, e sua esposa britânica, cujo nome de solteira era Marianne Hubert.
Sua família vivia em Paris durante os primeiros anos de vida de Sophie, onde seu pai estava familiarizado com artistas, intelectuais e actores, como François-Joseph Talma. As circunstâncias mudaram e a família deixou Paris e começou a viver em uma "área remota na França" entre 1829 até 1843. Aos dezessete anos, ela desenvolveu o interesse pela arte quando um pintor de retratos que estava de viagem, visitou sua cidade.
Ela tinha dois irmãos, Philip e Henry P. Gengembre. Seu irmão Philip mudou seu nome para Philip Hubert, usando o sobrenome de baptismo de sua mãe e foi um arquitecto bem-sucedido na cidade de Nova Iorque. Ela foi autodidáctica na arte, mas estudou retrato pictórico com Charles de Steuben em 1843, quando morava com amigos da família em Paris. Logo depois dela começar seus estudos, ele tinha se mudado para a Rússia. Ela desenvolveu relacionamentos com outras artistas na escola onde lá ela ganhou um pouco mais de instrução.

### Estados Unidos
A família deixou a França e foram para os Estados Unidos, para escapar da Revolução Francesa de 1848, onde se instalaram em Cincinnati em Ohio, onde conheceu seu futuro marido, o artista britânico  Walter Anderson. Seu irmão Henry P. Gengembre (nascido em 1825) era também um artista, que trabalhava em Cincinnati no início dos anos 1850.
Suas obras foram exibidas em outubro de 1849 na Galeria Western Art Union. Também foram exibidos três painéis ambientados em Londres vitoriana, intitulado The Ladder of Love, que foi descrito como "a dama, em seu florido 'Maio de Vida,' uma entrevista roubada com seu amante espera no jardim de seu pai; num segundo, ela é vista ansiosamente pegando em seus braços impacientes, antes dele descer a escada para ir ao muro do jardim; revela o amor inabalável, ela anda sozinha de novo - bonita à luz de uma lua no verão, feliz na certeza de que o calor e a dedicação de seu afecto é correspondido."
Quatro ou mais das suas ilustrações foram incluídas nas Coleções Históricas do Grande Oeste de Henry Howe. Ela trabalhou com Walter Anderson, em retratos de bispos episcopais protestante e criou outros retratos em seu negócio.
Ela passou a viver em Manchester (Pensilvânia), com seus parentes, e lá ela se casou com Walter Anderson. Ela também trabalhou para os artistas de cromolitografia Louis Prang & Company.

### Europa
Em 1854 os Andersons mudaram para Londres, onde Sophie exibiu uma natureza-morta de frutas, legumes, caça e peixe intitulada Uma Cesta do Mercado Americano no Sociedade Real de Artistas Britânicos em 1855. Foi considerada uma "composição admirável" feita "verdadeiramente surpreendente". Suas obras também foram expostas na Academia Real Inglesa. Eles voltaram para a Pensilvânia em 1858 com a família, onde ela também exibiu na Associação de Artistas de Pittsburgh entre 1859 e 1860. Foi o último ano em que ela e seu marido tinham suas obras mostradas na Academia Nacional de Desenho. Ela, então, se estabeleceu em Londres novamente por volta de 1863.
As obras de Sophie foram amplamente expostas em vários locais, incluindo a Academia Real Inglesa, a Sociedade Real de Artistas Britânicos (RBA), e a Instituição Britânica.
Para cuidar do seu problema de saúde, ela se mudou para a Ilha de Capri em 1871, onde pintou, e entreteve a sociedade em uma casa chamada Villa Castello. A Ilha de Capri foi uma colônia de artistas na época, seus moradores foram Frederic Leighton, Walter McLaren, John Singer Sargent, Edouard Alexandre Sain, e Jean Benner. Suas obras foram exibidas na Galeria Grosvenor entre 1878 e 1887.  Sophie fez o gênero italiano e as pinturas neoclássicas, incluindo pinturas de camponesas e crianças. Na época era difícil para as mulheres terem uma carreira artística de sucesso, e estas pinturas eram geralmente feitas por homens, mas permitiram que ela tivesse uma carreira de sucesso.

### Anos depois e seu falecimento
Eles se mudaram para a Inglaterra em 1894, onde pintaram e passaram a viver em Wood Lane Cottage em Falmouth na Cornwall. Ela continuou a apresentar suas obras em Londres. Ela morreu em 10 de março de 1903 em sua casa em Falmouth. Seu marido Walter morreu em 11 de janeiro de 1903. Ela foi enterrada no cemitério Swanvale em Falmouth no mesmo túmulo que o seu marido.

### Legado
Sua obra No Walk Today foi vendida por mais de um milhão de euros na Sotheby's, Londres, em novembro de 2008. Isso a fez ser a primeira artista feminina a ganhar milhões de libras em "Cornwall."

## Obras

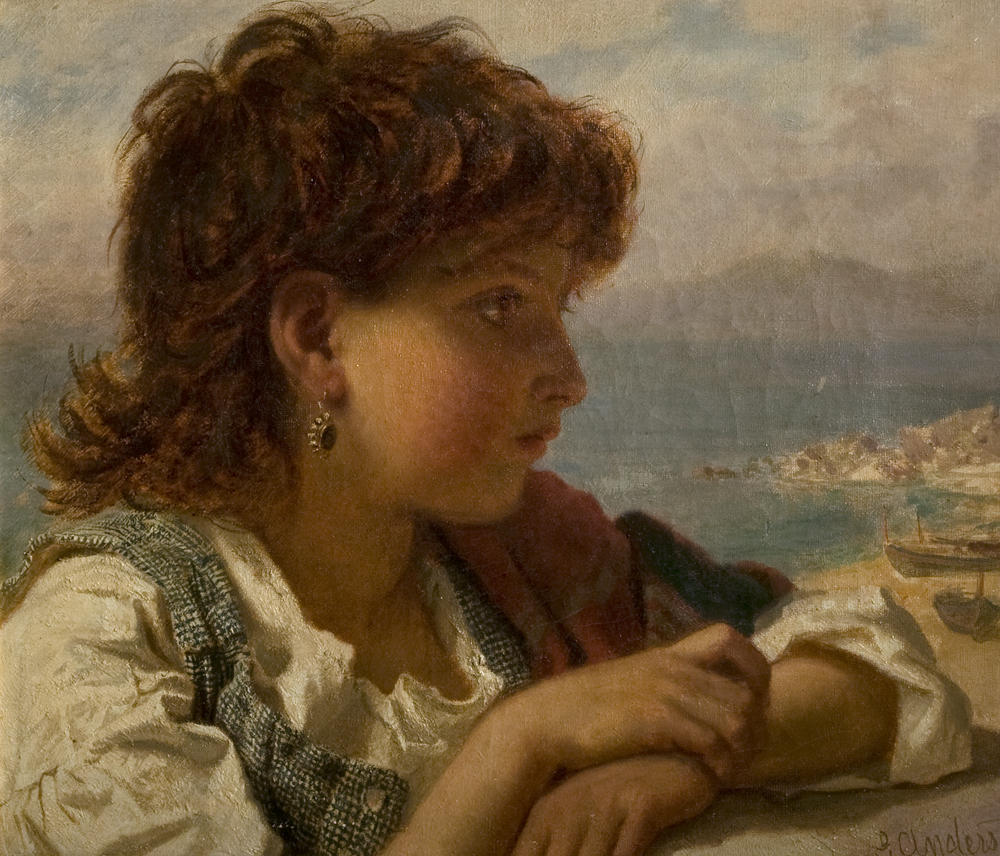
A Neapolitan Boy
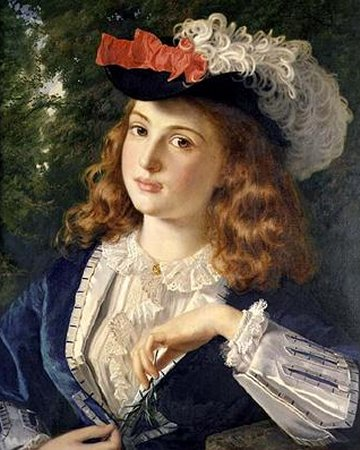
A Spring Beauty
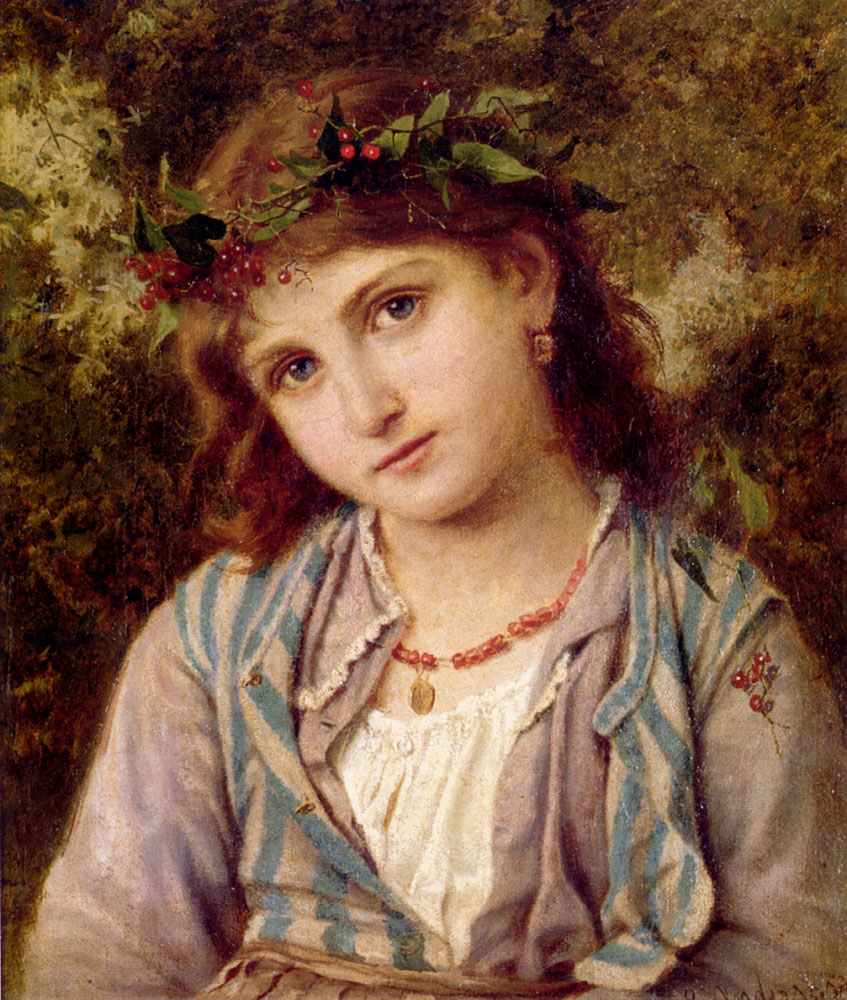
An Autumn Princess
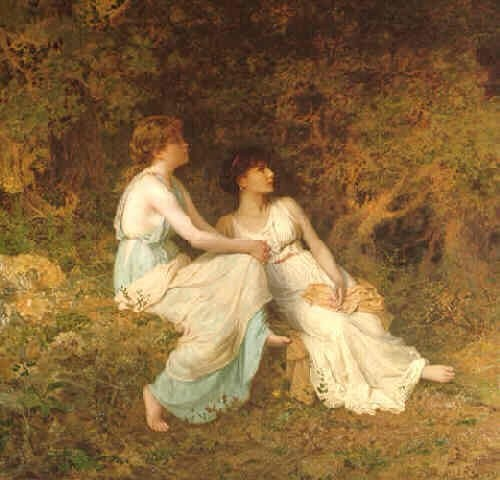
Birdsong
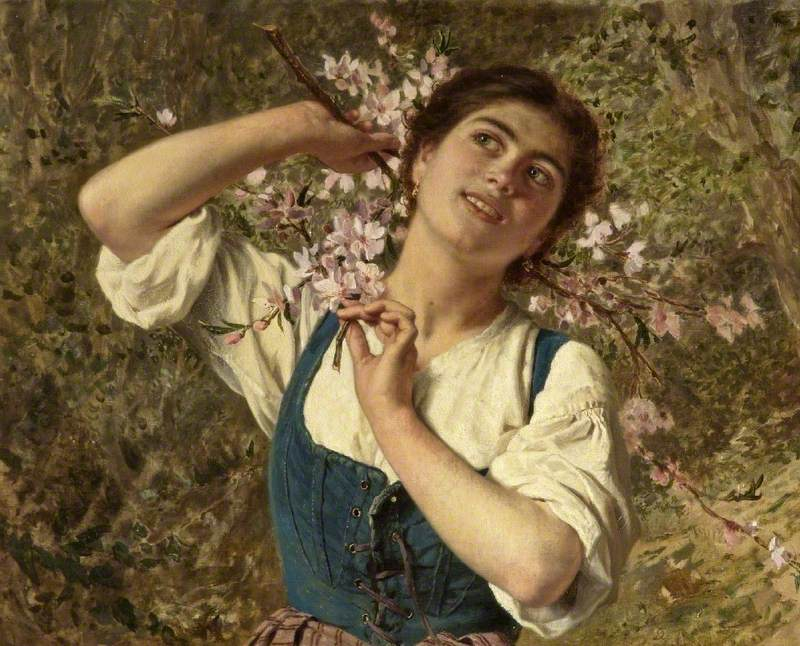
Capri Girl with Flowers
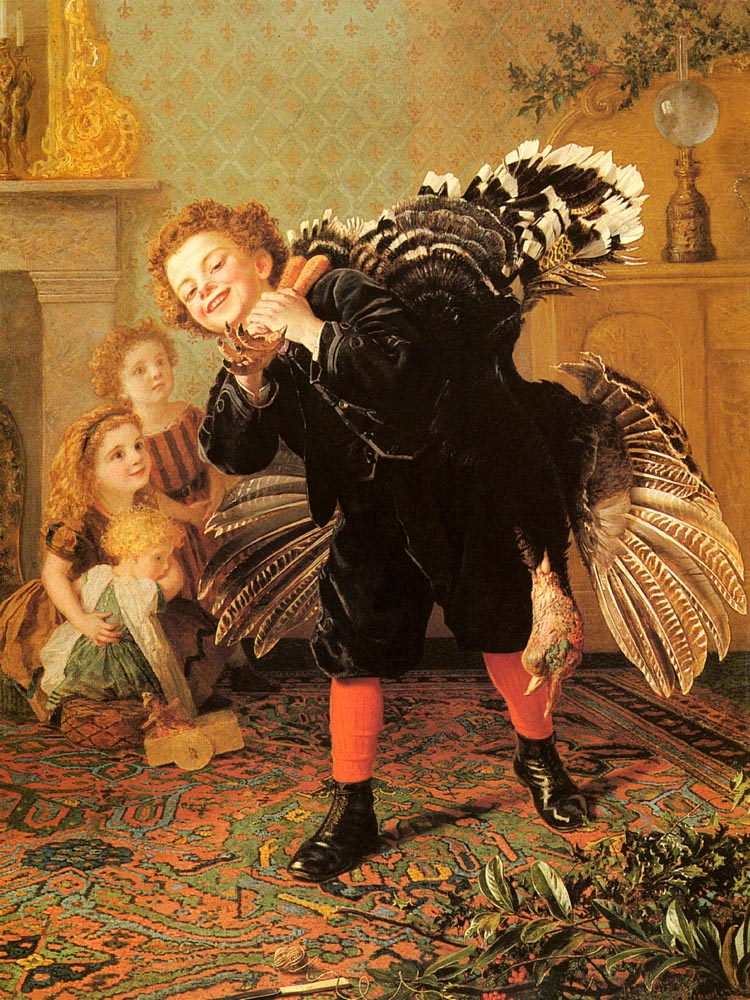
Christmas Time - "Here's The Gobbler!"
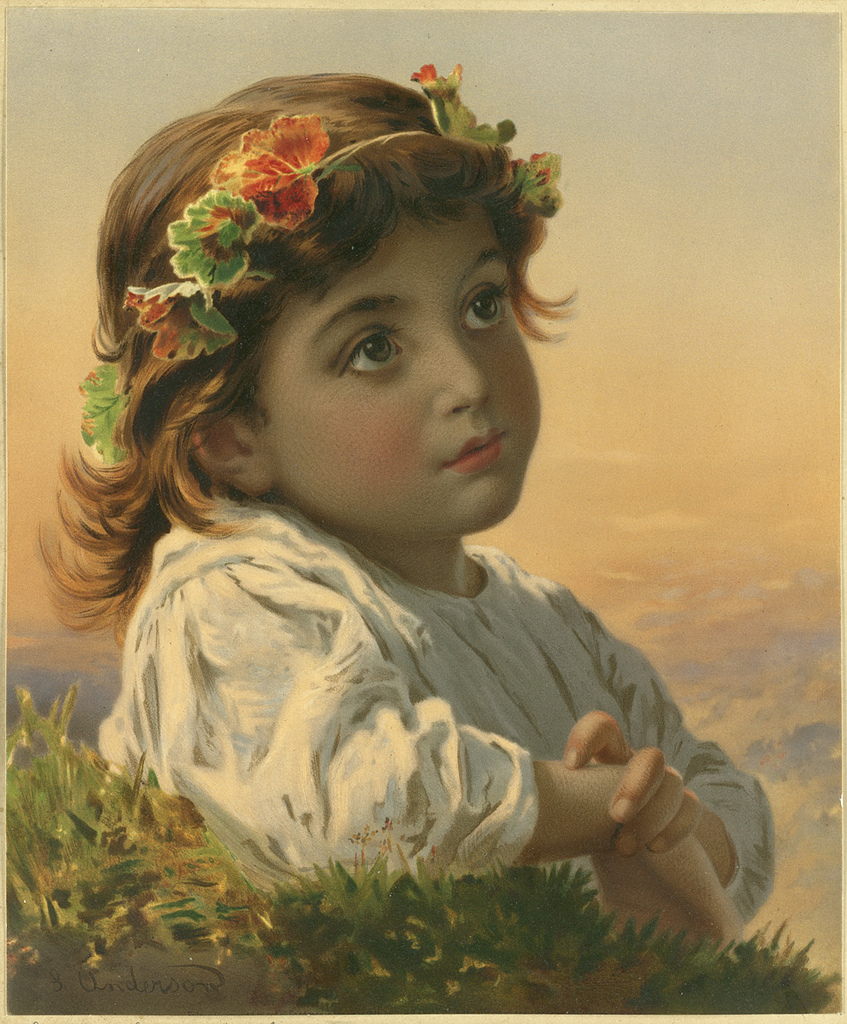
Dreaming Daisy
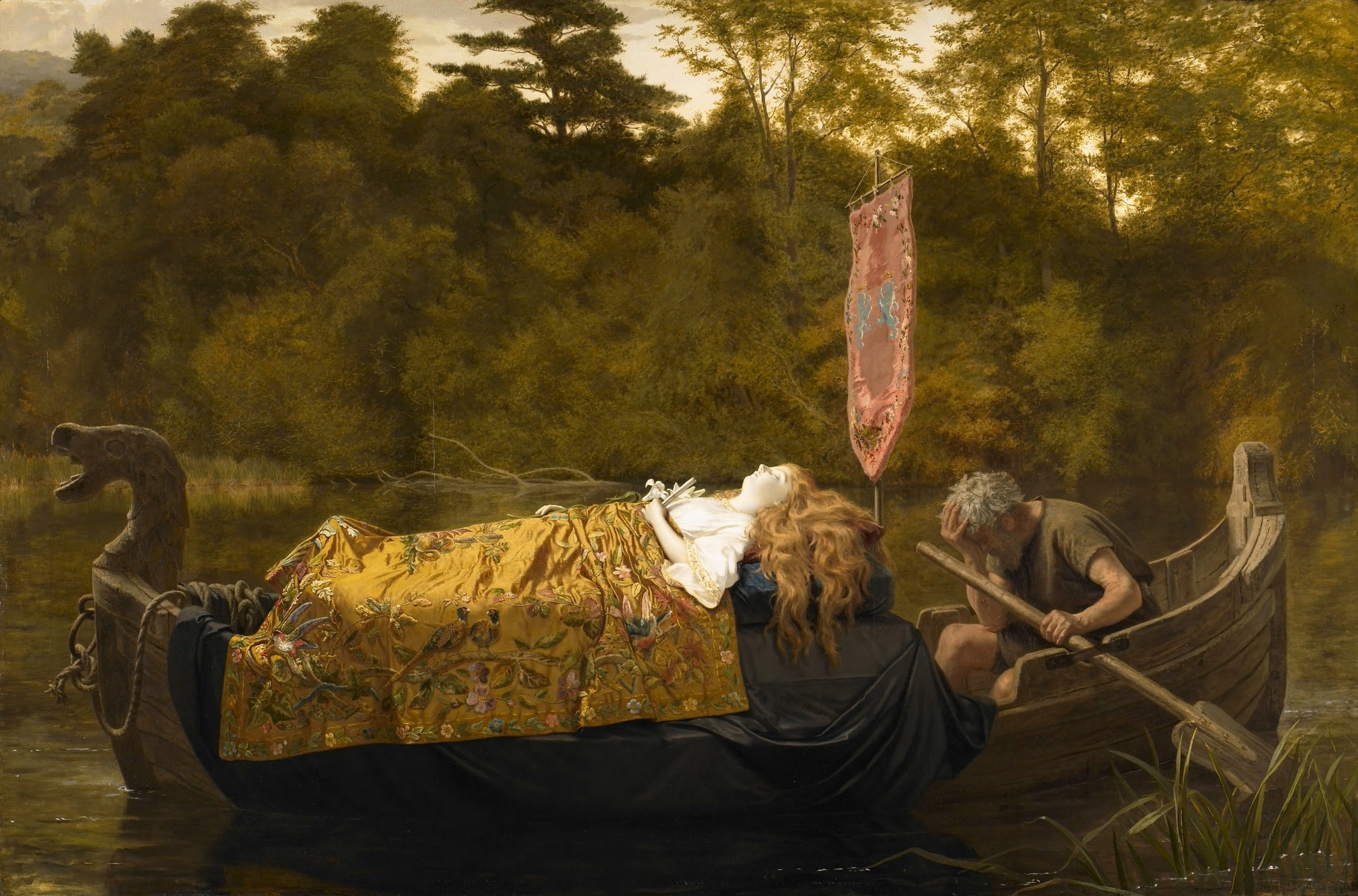
Elaine or The Lily Maid of Astolat
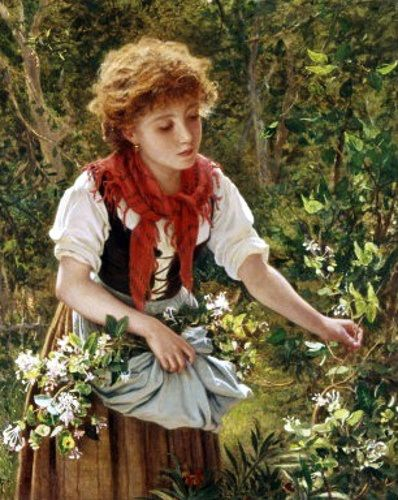
Picking Honeysuckle
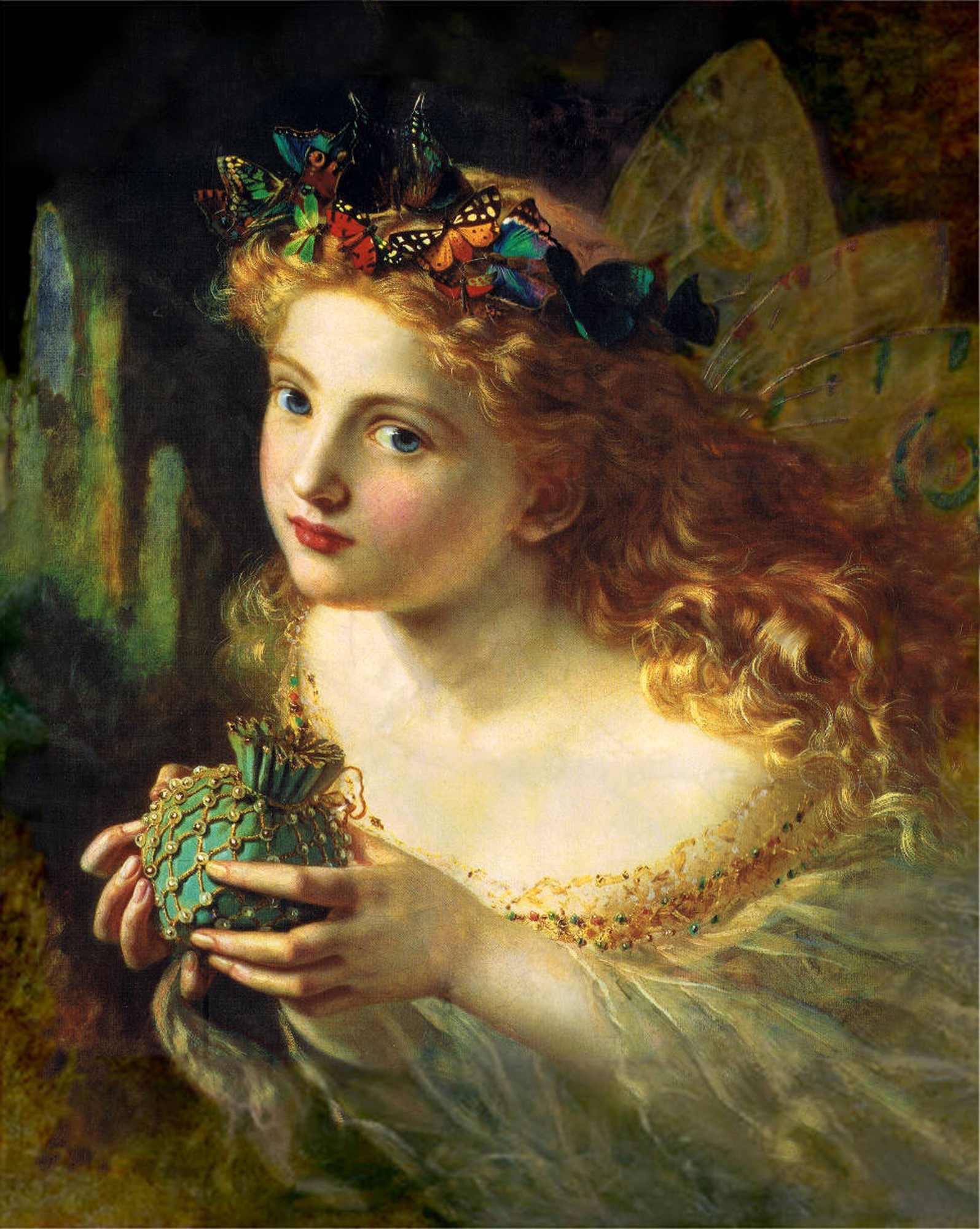
Take the Fair Face of Woman or The Fairy Queen
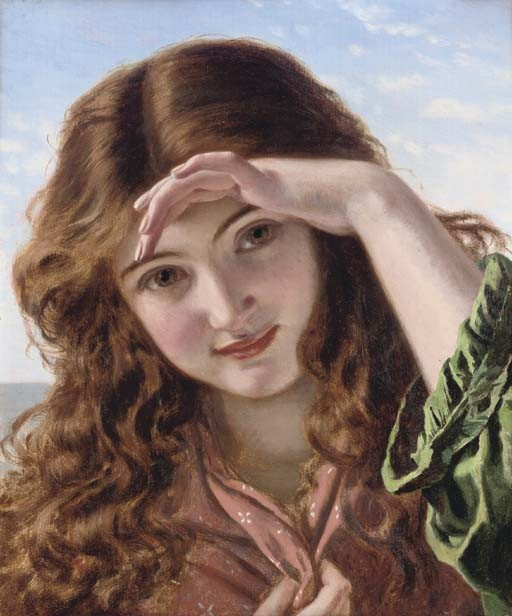
Far away
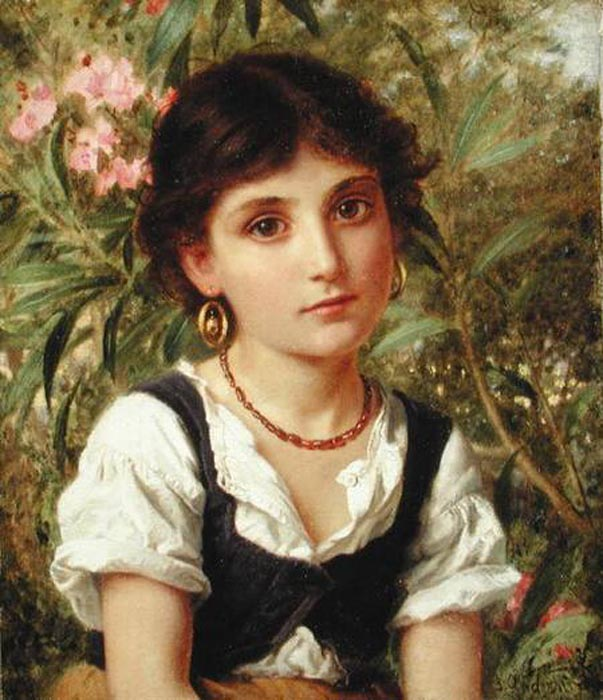
Far-Away Thoughts
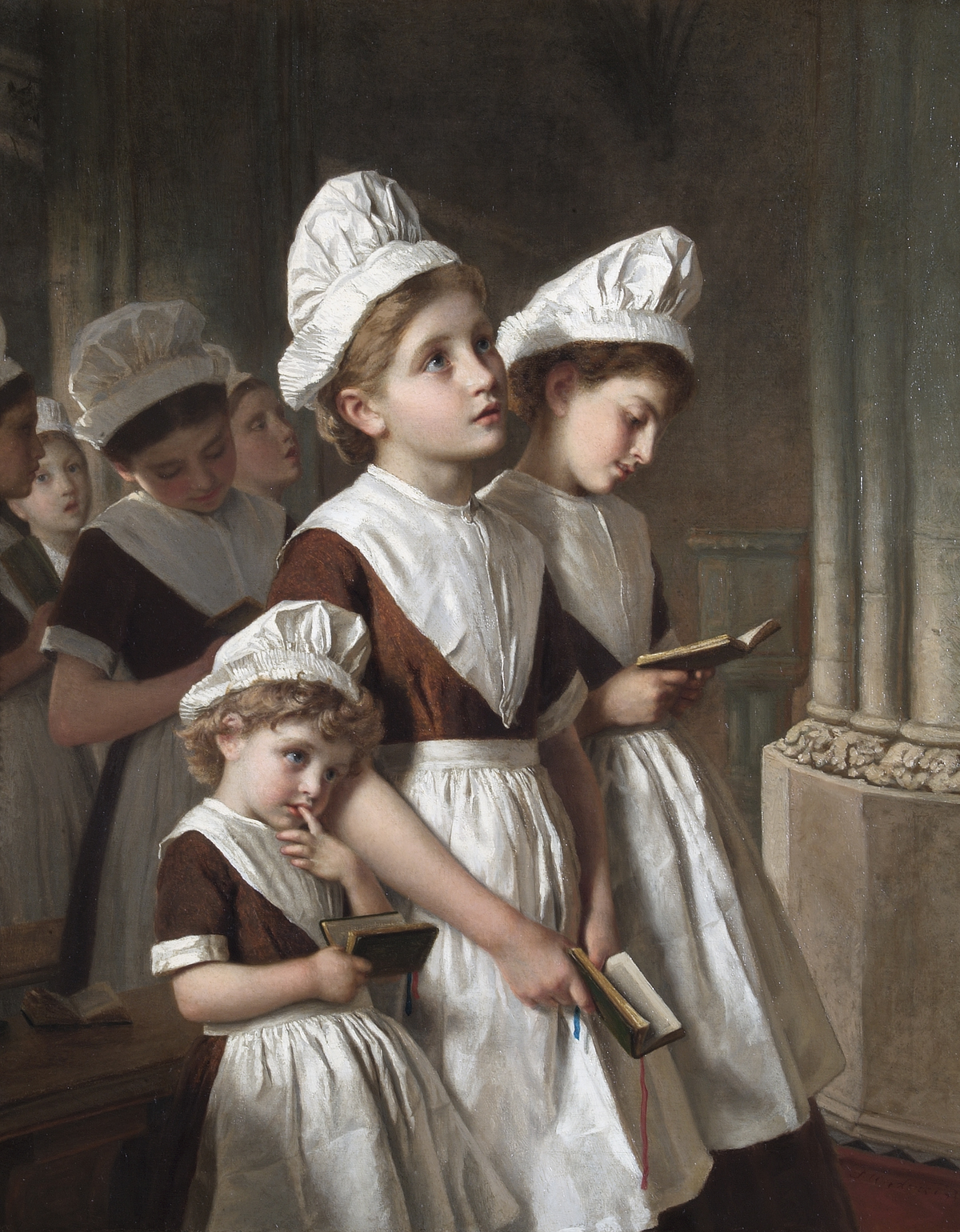
Foundling Girls at Prayer in the Chapel
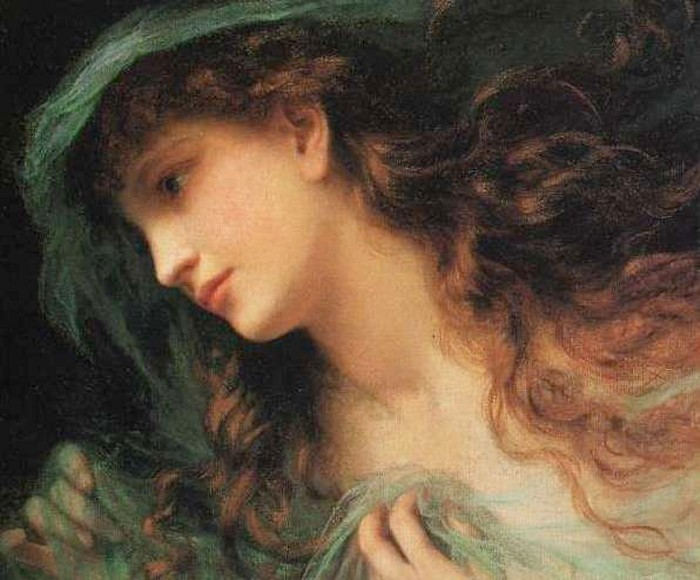
Head of a Nymph
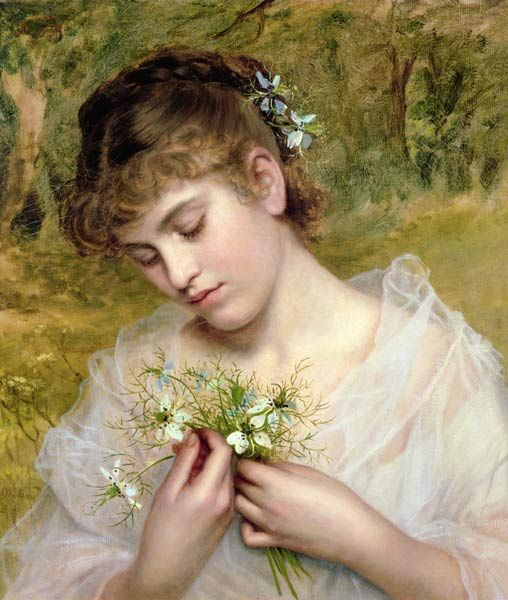
Love in a Mist
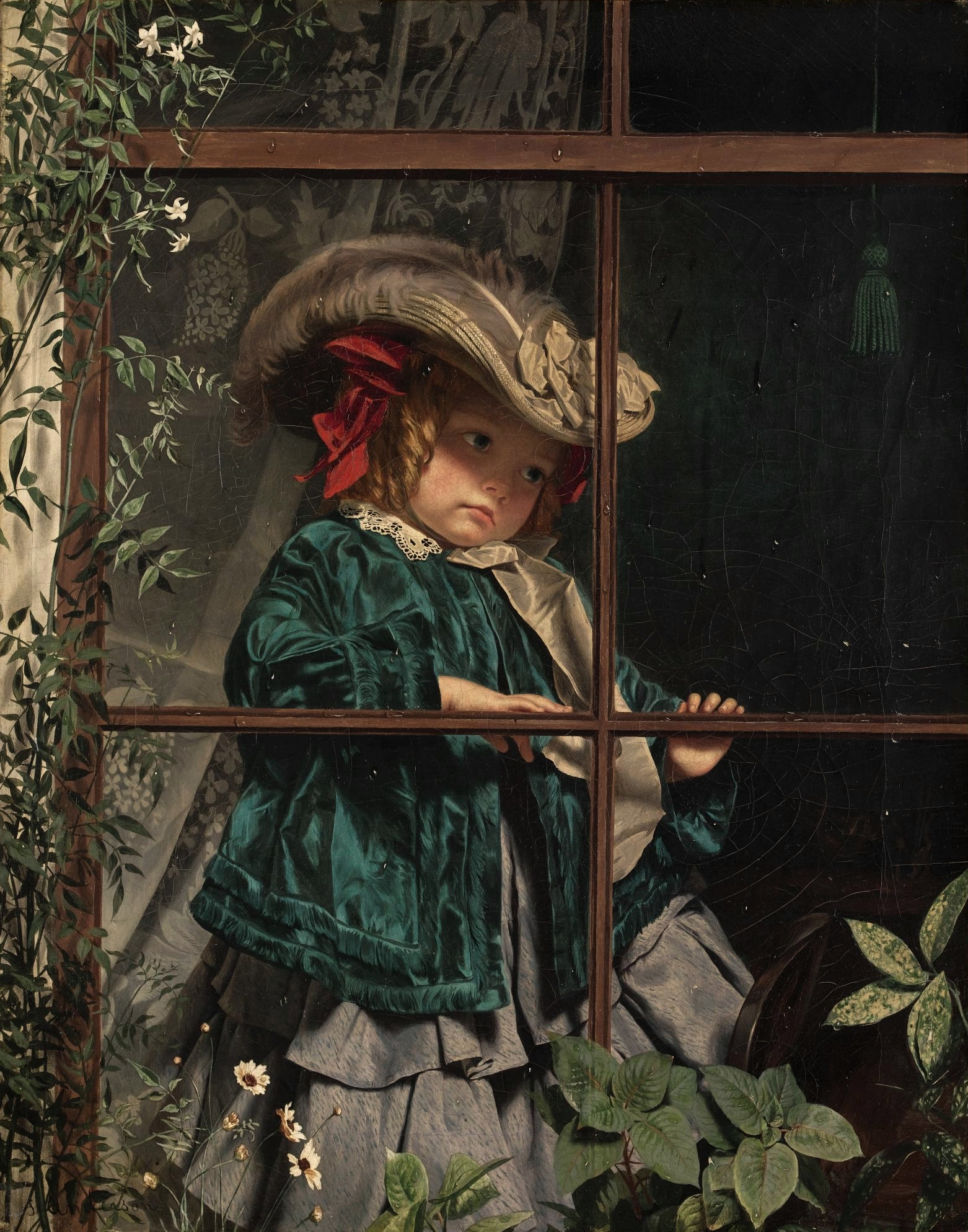
No Walk Today
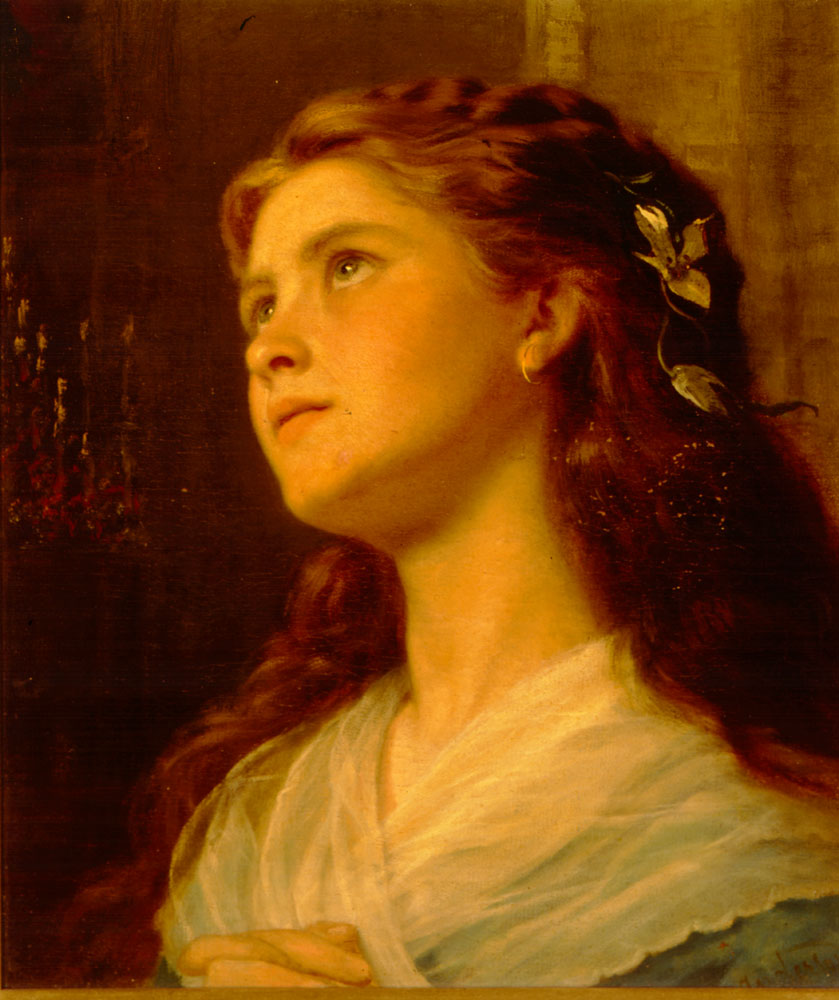
Portrait of a Young Girl
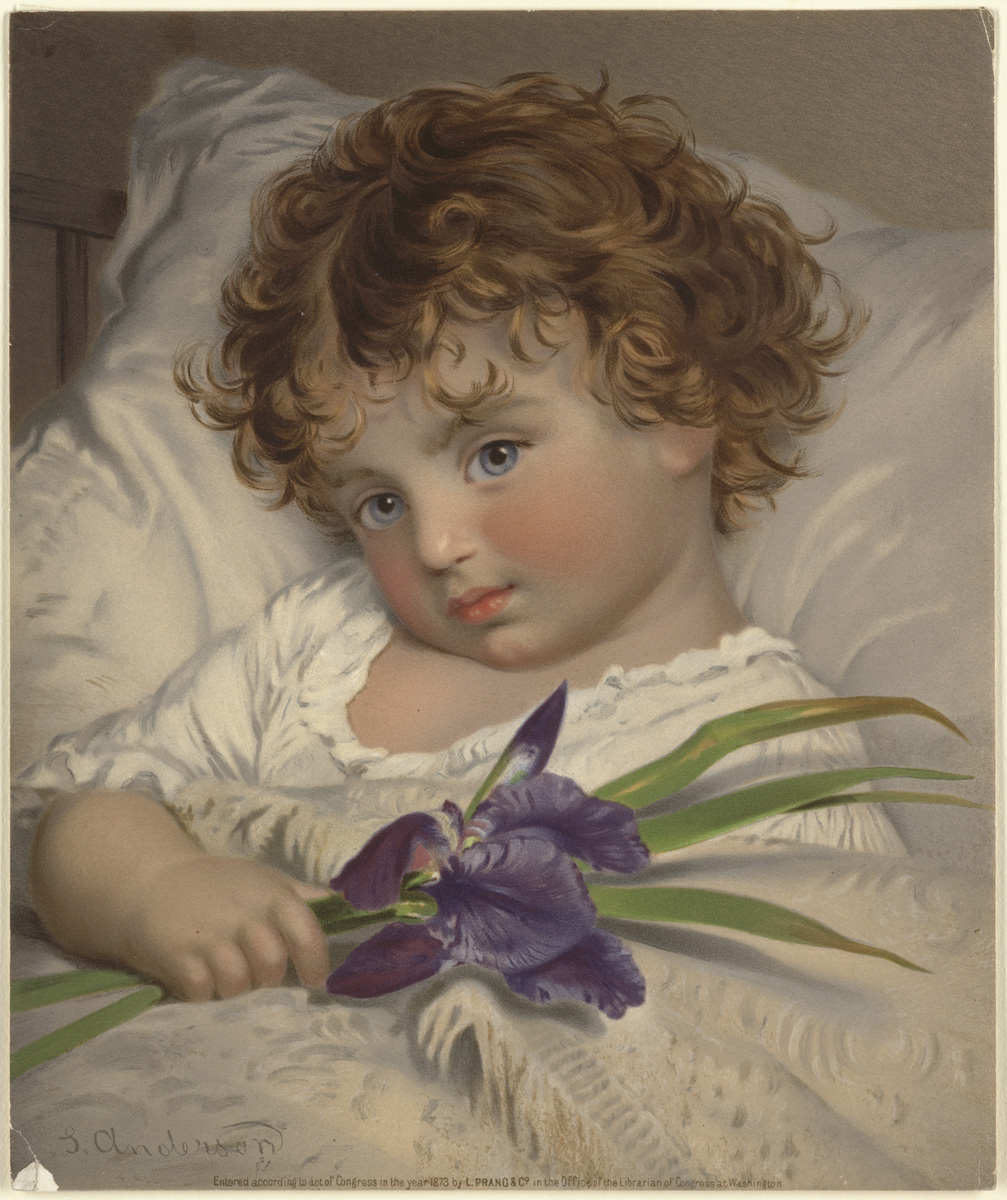
Prattling Primrose
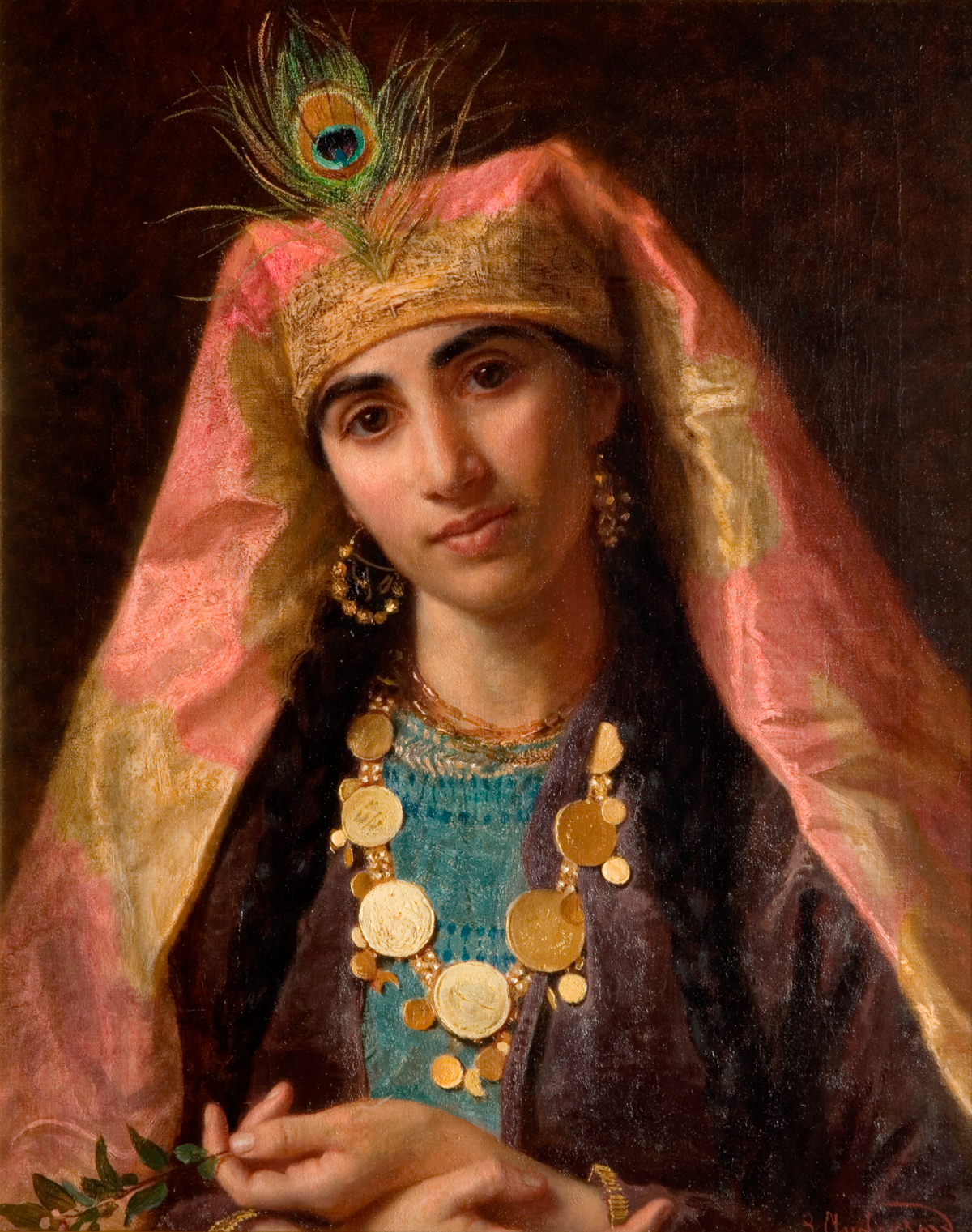
Scheherazade
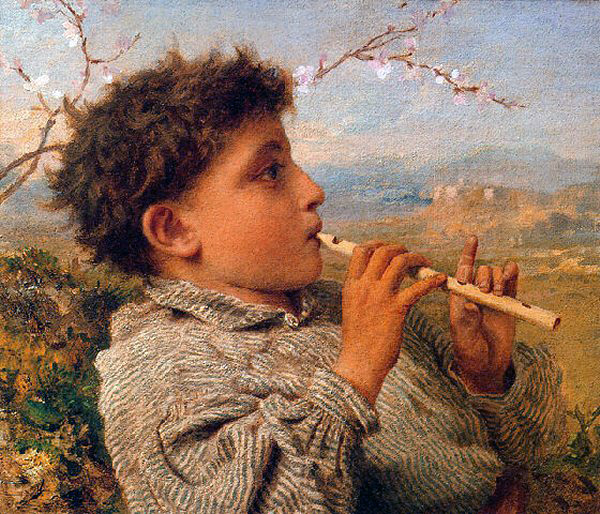
Shepherd Piper
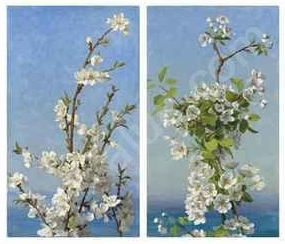
Studies of Hawthorne Bush, Capri
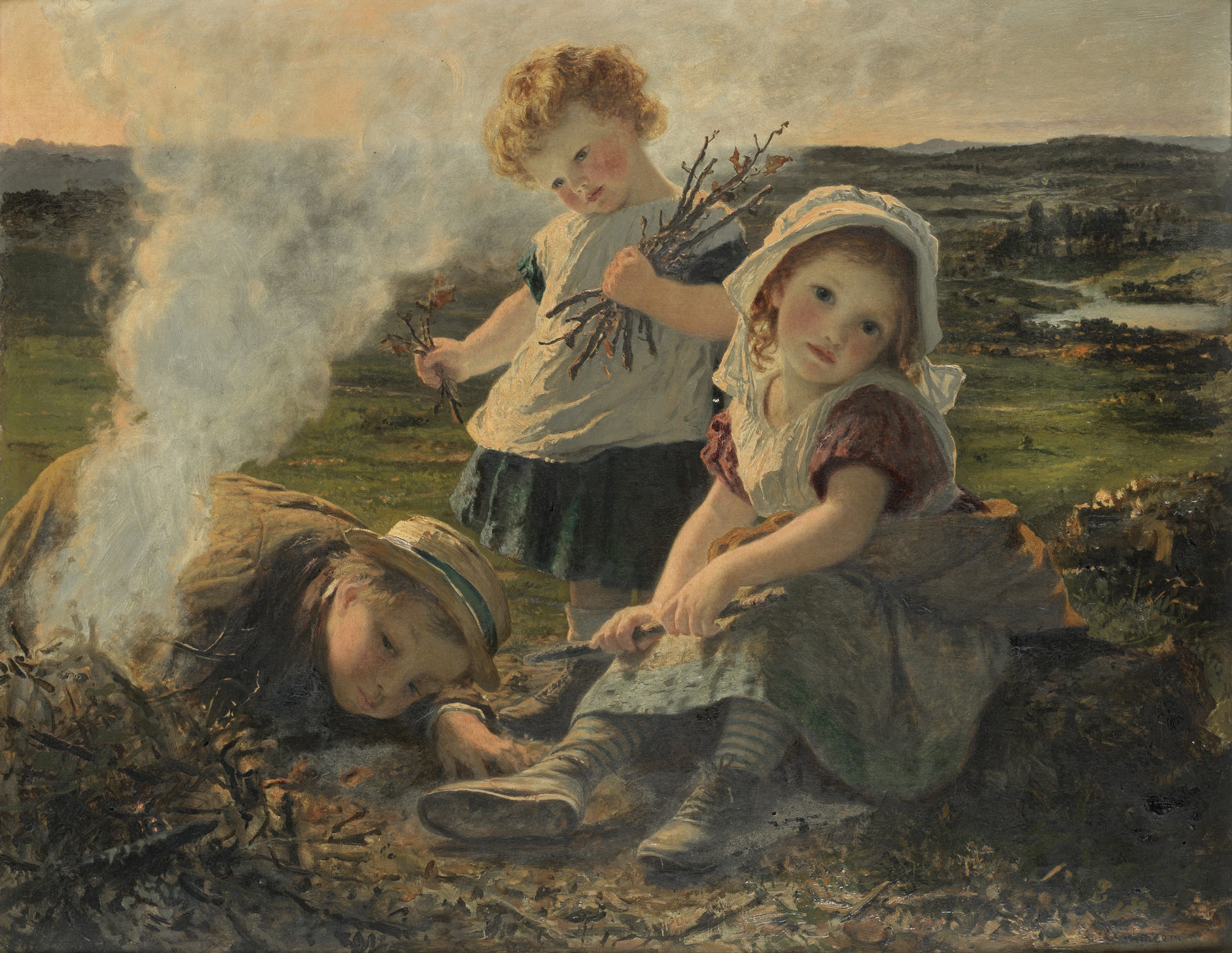
The bonfire
The Children's Story Book
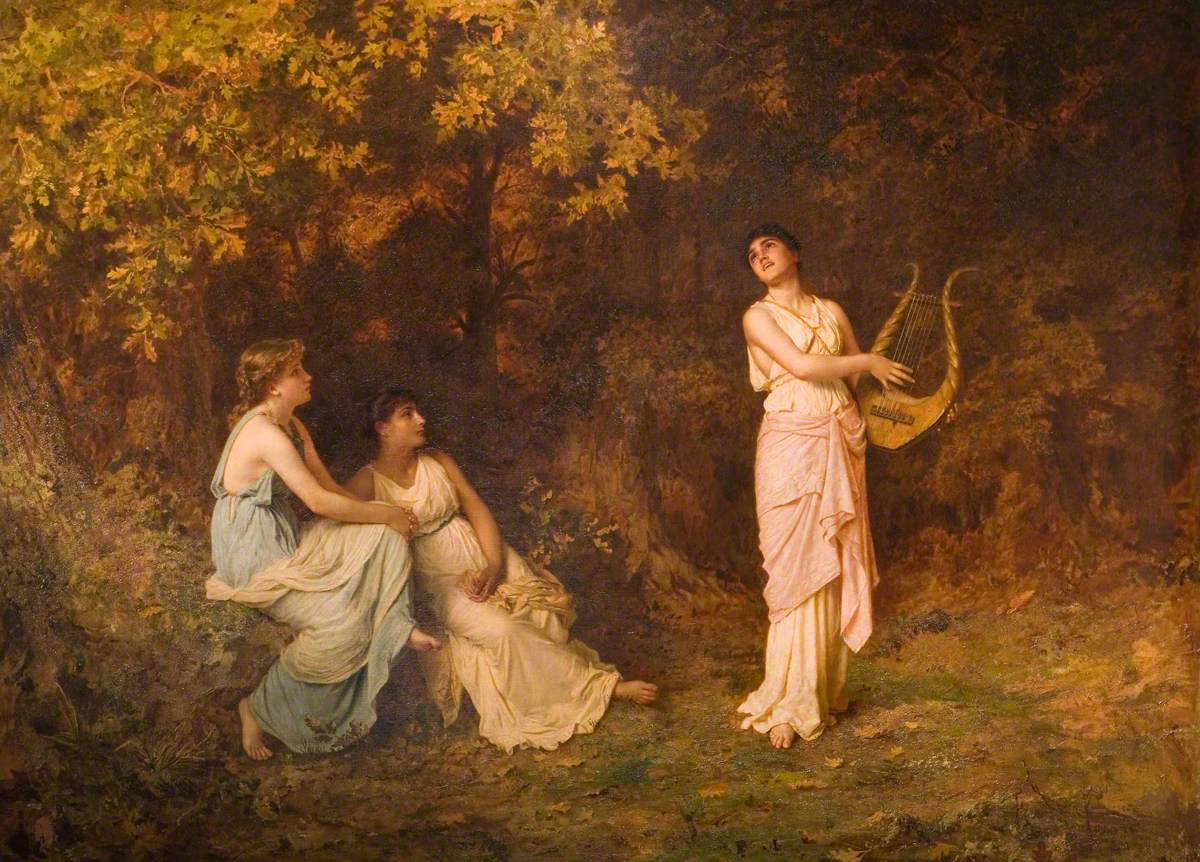
The Song
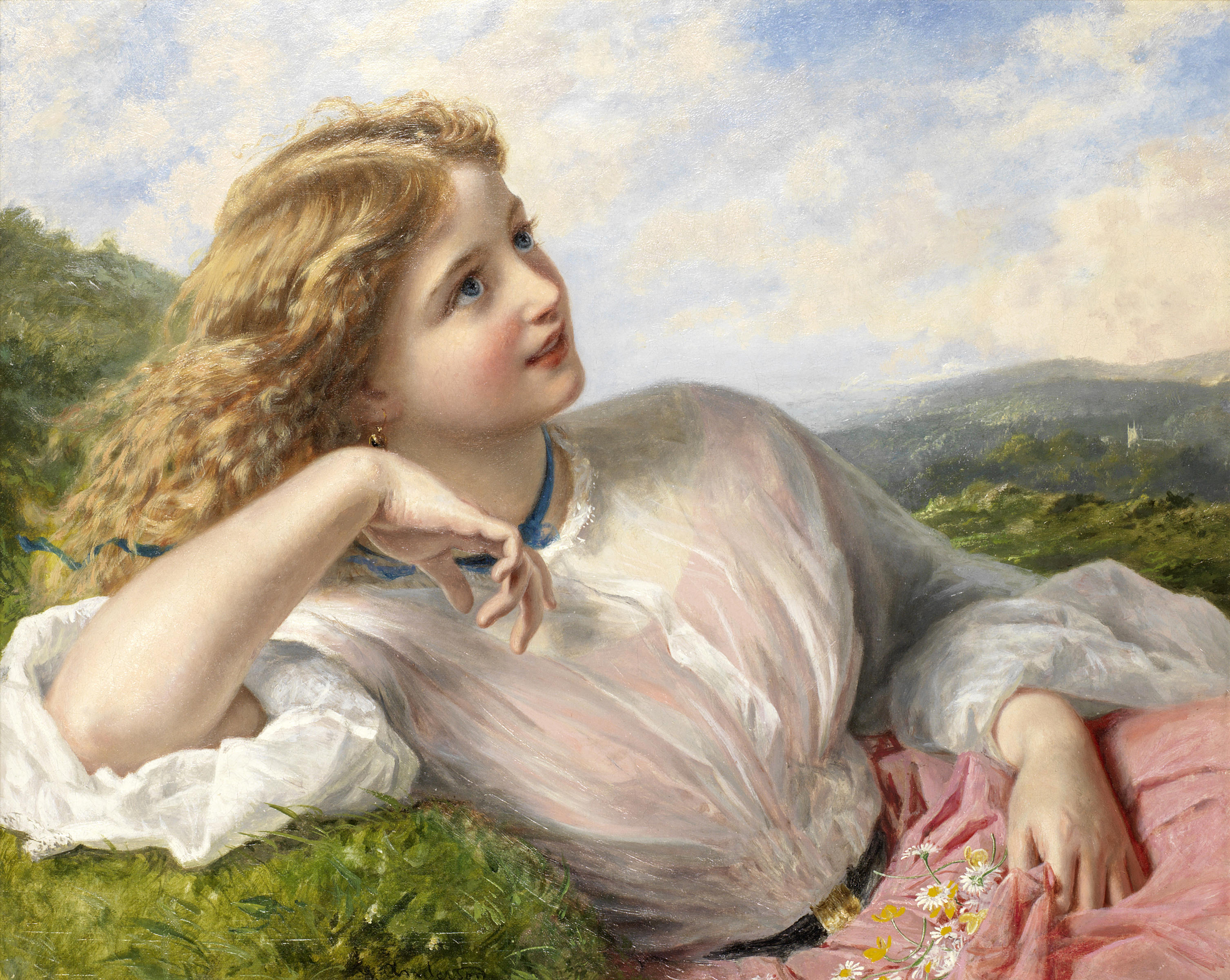
The song of the lark
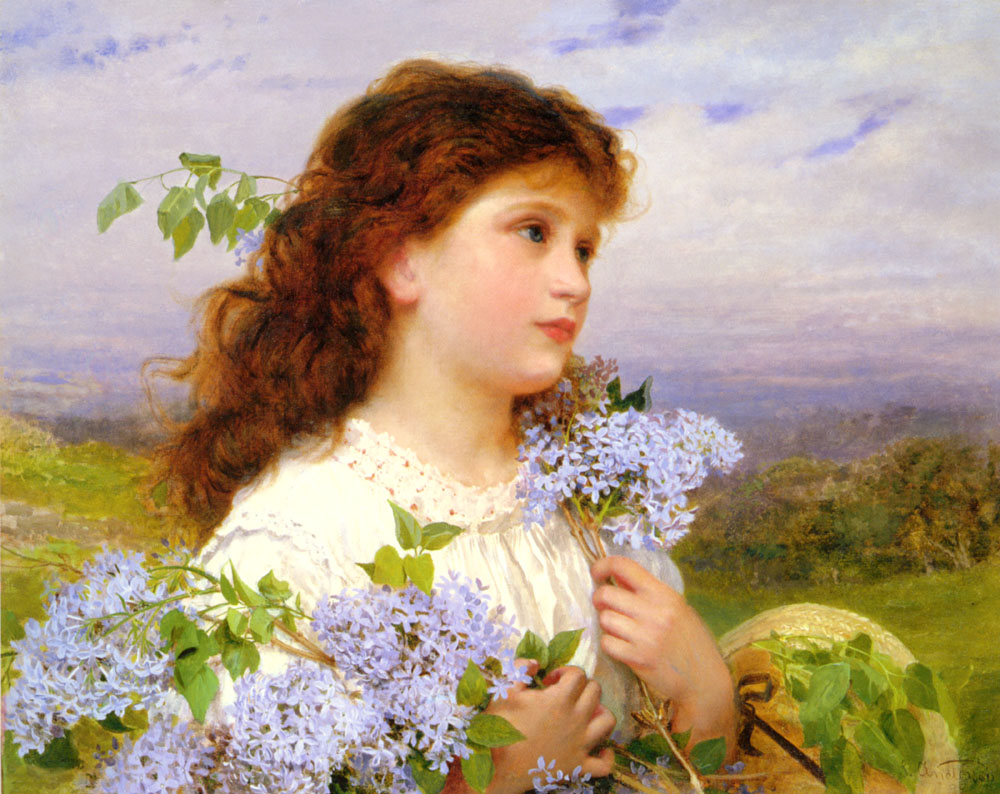
The Time of the Lilacs
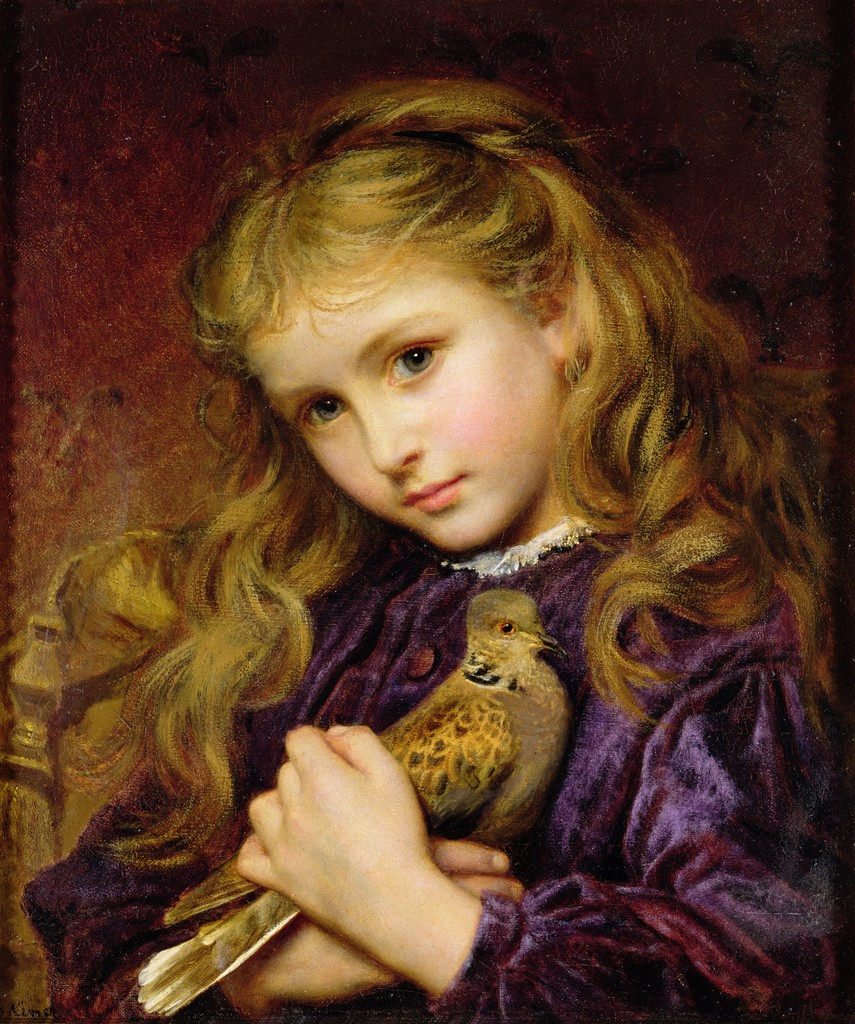
The Turtle Dove
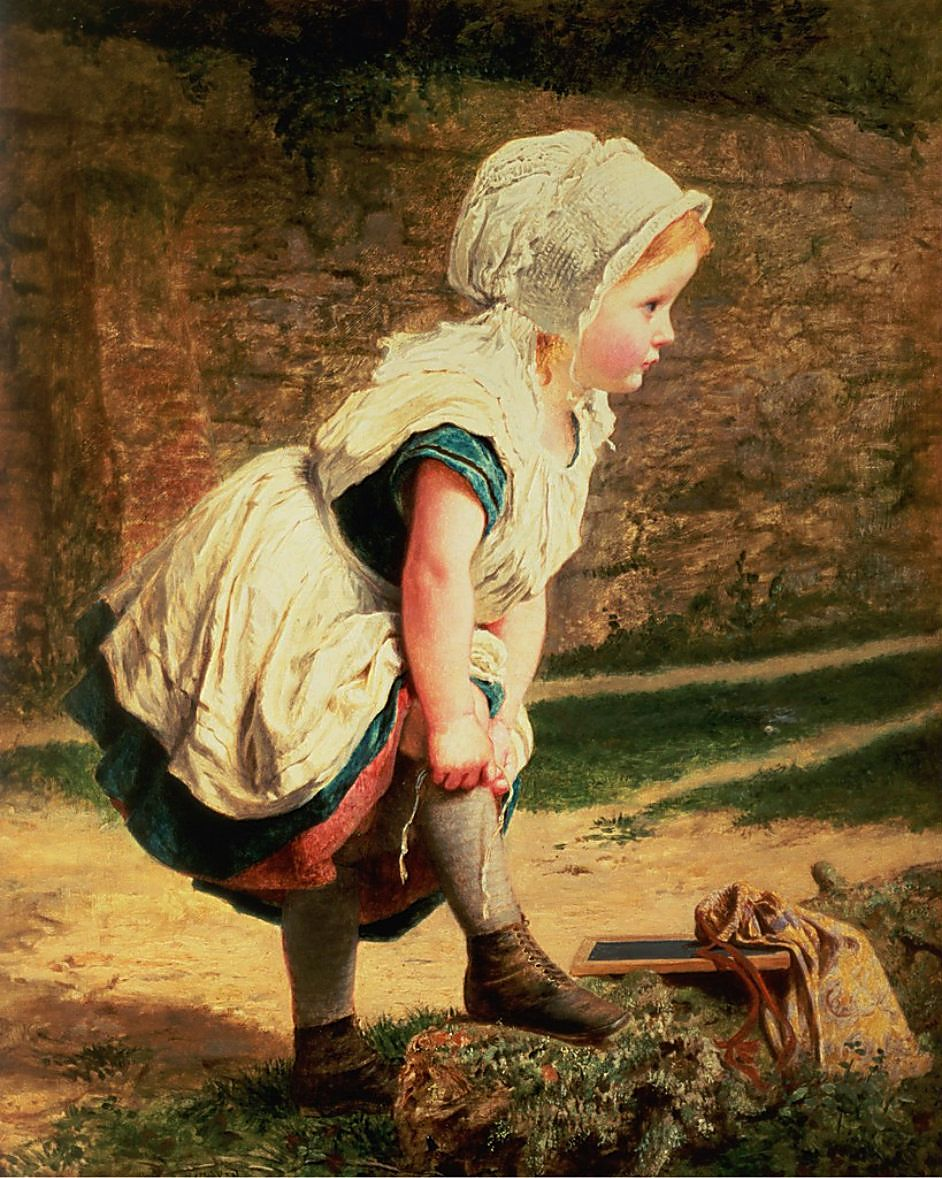
Wait for Me! or Returning Home from School
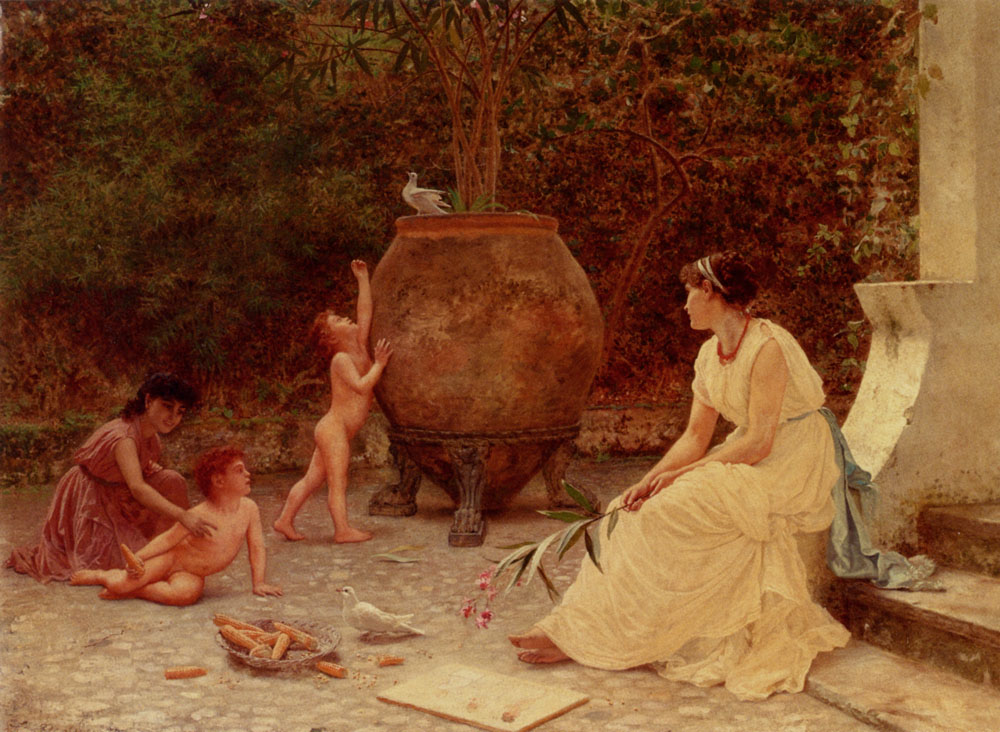
When the Heart Is Young
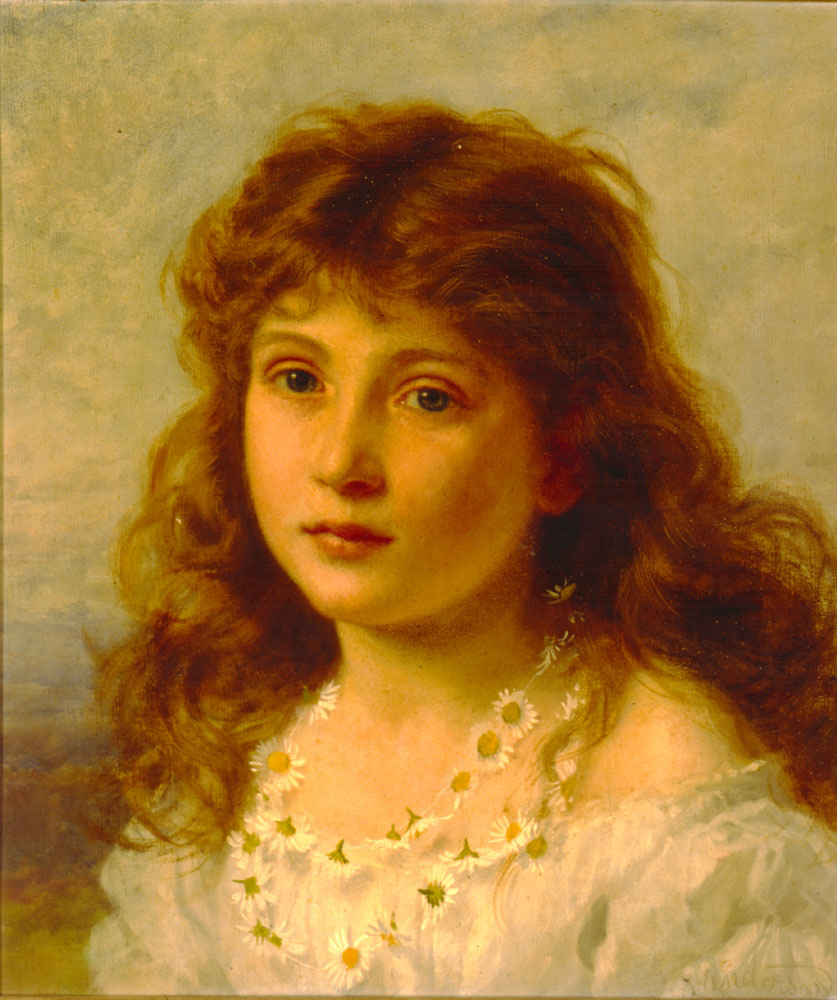
Young girl
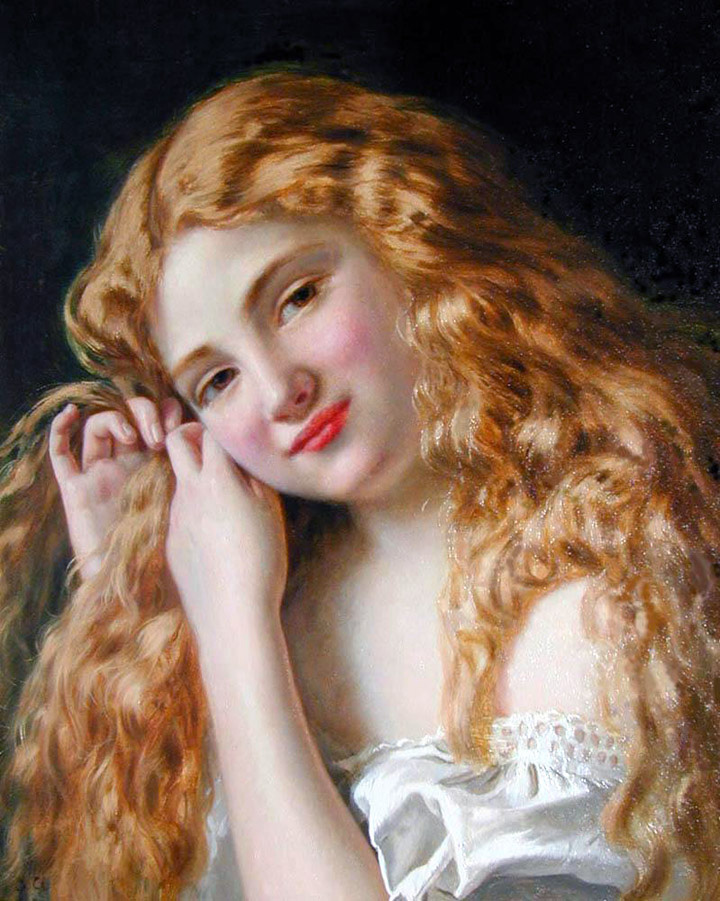
Young Girl Fixing Her Hair